# حاج أمير كندي
حاج‌ أمير كندي هي قرية في مقاطعة بارس أباد، إيران. يقدر عدد سكانها بـ 291 نسمة بحسب إحصاء 2016.